# Микронација
Микронација (такође позната и као квазинација, квазидржава, кибердржава, виртуална држава, имагинарна држава, микродржавица итд.) је квази-правнополитички субјект који за себе тврди да је независна држава или нација, истичући претензије над неком територијом, али као такав нема међународно признање нити као држава нити као нација.
Микронација представља самопроглашену, формалну, али непризнату власт, која упорно истиче потраживање суверенитета над неком територијом. Микронације се разликују од других врста друштвених група и заједница (као што су етно села, еко села, кампуси, племена, кланови, секте и удружења грађана неког насеља). 
Неколико микронација издаје новчиће, заставе, поштанске марке, пасоше, медаље и друга знамења, који су ретко прихваћени (као државни симболи) изван своје заједнице.
Најраније познате микронације датирају са почетка 19. века. Термин "микронација" датира бар од 1970., а појавом интернета, овај појам се проширио и на појам виртуелних држава и нација. Појавом интернета обезбедили су се услови да многи људи (индивидуално или у заједницама) створе много нових микронације, чији чланови су разбацани по целом свету и живе у интеракцији углавном електронским путем. Разлике између ових интернет микронација и других врста друштвених група има улогу играња рачунарских игрица и често их је тешко дефинисати.